# Мазили
Мазили — представники привілейованого стану в Молдавії й Валахії. Дрібнопомісні бояри («малі бояри») або їхні нащадки, що не займали державних посад. В становій ієрархії Дунайських князівств мазили стояли на щабель нижче від бояринашів (дрібних служивих бояр).
Словом «мазил» позначали сановника або вищого сановника, відстороненого від посади; походить від турецького mazul. Титул мазил свідчив про шляхетне (благородне) походження («din os boieresc», буквально «від боярської кості»). Мазили на час війни формували окремий кавалерійський корпус. Користувались пільгами в податковому відношенні.

## Історія
Мазили почали виділятися з боярської маси в 16-17 ст. втрачаючи свої посади або полишаючи службу самостійно. В часи повстання 1671-1672 років у Молдавському князівстві представники мазилів брали участь у переговорах із владою (господарем), а також були у складі делегації до султана у Стамбул (з проханням змістити Георге Дуку). В історії Молдови відомі оргіївські мазили, що протистояли у вигляді кінної прикордонної варти набігам татар.
1741 р. Костянтин Маврокордат провів, серед інших, реформу, що полягала в реорганізації соціальних структур. Все боярство було поділене на три категорії (ранги). У перші дві ввійшли бояри, що поколіннями були на високих посадах, — вони складали розряд нямурь. Третя група об'єднувала дрібних бояр-мазилів, що також отримували платню з казни й мали право передавати своє звання в спадок.В коментарях(та вказівках) до тексту Положення (законів), що спрямовувались К.Маврокордатом цинутним (повітовим) суддям, також зазначалось, що мазили можуть виступати як хотарники (землеміри).
Якщо спочатку всі мазили були нащадками відставних чиновників, то згодом господарі молдавські почали іноді надавати це звання жителям, що зовсім не були на посадах: тому на початку 19 ст. мазили вважаються вже привілейованими обивателями, яким даровані переваги. Вони й їхній рід за злочини не можуть бути покарані тілесно без судового вироку.Мазилам також могли належати кріпосні цигани.
Після анексії Бессарабії складу Російською імперією(Бухарестський мирний договір (1812)) мазили могли доводити своє дворянське походження. Сплачували до скарбниці посімейний податок «даждію»; гоштину, вадраріт й поганарит повинні були сплачувати на рівні зі звичайними селянами. Користувалися пільгами при сплаті податків з майна. В кожному окрузі зі свого середовища обирали капітана (старшину).
Надвірний радник Павло Свіньїн, відвідавши новоанексовну область в 1815-1816 роках, у своєму описі відносив мазилів до класу дворян, порівнюючи їх із польськими шляхтичами.
1818 р. російська влада підтвердила за мазилами їхні привілеї, а 1847 р. вони, разом із рупташами, були переведені до стану однодворців, що значною мірою нівелювало їхні колишні переваги.

### Роль і функції
Мазили, по суті, займали проміжне положення між панівним класом феодалів (чиновними боярами) й експлуатованими податковими верствами селян і міщан. Були нащадками чиновників, які втратили посади, про що свідчили їхні почесне звання й привілеї.
На землях мазилів групувалась частина населення Молдавського князівства між Прутом і Дністром. Новопоселені німецькі колоністи в перші роки освоєння підтримували себе заробітками в мазилів та інших багатих землевласників.
Влада використовувала мазил (земськими виправами) як прикажчиків (виконавців доручень) й приставів (наглядачів): у справі збирання податків, контролю за різними роботами, нагляданням за вартою пікетів у прикордонному карантинному ланцюзі, спонуканню поселян до виконання земських нарядів тощо. За цю допомогу бували полегшені в утриманні військового постою.
1918 року, у час, коли Бессарабія була окупована румунськими військами, Лев Берг, що вважав це скороминущим непорозумінням, писав про мазилів: «Як елемент заможний і консервативний, вони за старого режиму вживались для придушення селянських заворушень. Адміністративна практика початку XX століття мала тенденцію прирівняти мазилів до селян, обклавши їх мирськими зборами й зробивши їх підсудними волосному судові. Відповіддю на це було, однак, хвилювання серед мазилів, придушне силою зброї, причому кілька чоловік було вбито й поранено».
Станом на початок 20 століття більшість мазилів, що не змогли потрапити до дворянства,  влились до загалу населення губернії. Але, як і в нащадків козаків, російських однодворців, або польської шляхти, в нащадків мазилів ще довгий час зберігалася пам'ять про власне благородне походження.

### Походження й чисельність
Наприкінці 1820-х рр. в Бессарабії налічувалось 2405 родин мазилів.Так як боярство в Молдові й Бессарабії було багатонаціонального походження, то й мазили не були виключенням. Імовірно, що деякі з них мали українське(або змішане) коріння, про що свідчать їх прізвища. Це стосується як Буковини, так і Буджака.
До прикладу, станом на 1835-38 роки, в Аккерманському повіті мазили проживали, власне, в місті Аккерман, селах Кебабча, Гура Челігідер; в Ізмаїльському повіті — Галілешти; а також на території Дунайського козацького війська — станицях Михайлівка, Волонтирівка.
ˑ Аккерман:
1)Померлого Іордакія Миколайовича Гафенко, син Петро, 30 років(документ на мазильське походження було видано 1793 року воєводою Молдавії М.Суцу).
2)Афтеній Семонович Будза(свідоцтво про мазильське походження видане в Ясах в 1806 р.).
ˑ Гура Челігідер: мазили Дамаскін, Дудуца, Урсакій.
ˑ Галілешти: мазил Рожка.
ˑ Кебабча: мазил Штефан Михайлович Уласенко з сім'єю.
ˑ Михайлівка: сім'я померлого мазила Миколи Гернажі.